# Фейруз (лунный кратер)
Кратер Фейруз (лат. Fairouz) — маленький кратер, расположенный в области северо-западного побережья Озера Одиночества на обратной стороне Луны. Название дано по арабскому женскому имени и утверждено Международным астрономическим союзом в 1976 г.

## Описание кратера
Кратер располагается c южной стороны кратера Боудич. На западе-северо-западе от кратера расположен кратер Эдит, на севере-северо-западе кратер  Бава, на севере в непосредственной близости кратер  Карима. На востоке от кратера Фейруз располагается борозда Зигфрида. Селенографические координаты центра кратера — 26°04′ ю. ш. 102°57′ в. д. / 26,07° ю. ш. 102,95° в. д., диаметр 2,9 км, глубина — 0,5 км.
Высота вала кратера над окружающей местностью составляет 110 м, объем кратера — 1 км3.

## Сателлитные кратеры
Отсутствуют.